# Thompson (пістолет-кулемет)
Thompson — родина американських пістолетів-кулеметів.Розроблений капітаном Джоном Томпсоном у 1916 році, мав широке застосування під час Другої світової війни.
Попри те, що "Томпсон" вже морально застарів, він зможе показати себе ефективною зброєю. Хоча він із цілком зрозумілих причин поступається сучасним аналогам свого класу, це все ще надійна, скорострільна зброя ближнього бою, що використовує потужний патрон 45-го калібру, який і досі використовується різними видами стрілецької зброї й тому є досить поширеним.

## Виробництво під час війни
Із початком Другої світової війни в озброєнні армії США сталися великі зміни. Стрімке збільшення кількості бронетехніки й мотопіхоти викликало необхідність переозброїти екіпажі малою за розмірами автоматичною зброєю. «Томпсони» підійшли під ці вимоги. Того ж року на озброєння американської армії був прийнятий пістолет-кулемет «Томпсон» М1928А1. Від моделі М1928 він відрізнявся наявністю дерев'яної цівки замість додаткової пістолетного руків'я. У 1943 році була створена нова модель M1 — полегшена й простіша у виробництві та обслуговуванні в умовах війни. Його відмінною рисою був затвор із правого боку ствольної коробки. До масового виробництва під час війни стала фірма Auto-ordnance Corp, яка, своєю чергою, до виробництва зброї долучила фірму Savage Arms Corp. Водночас висока ціна зброї (понад 200 доларів), погана технологічність, необхідність обробки всіх деталей на металорізальному устаткуванні не давали змоги нарощувати обсяги виробництва.

## Система

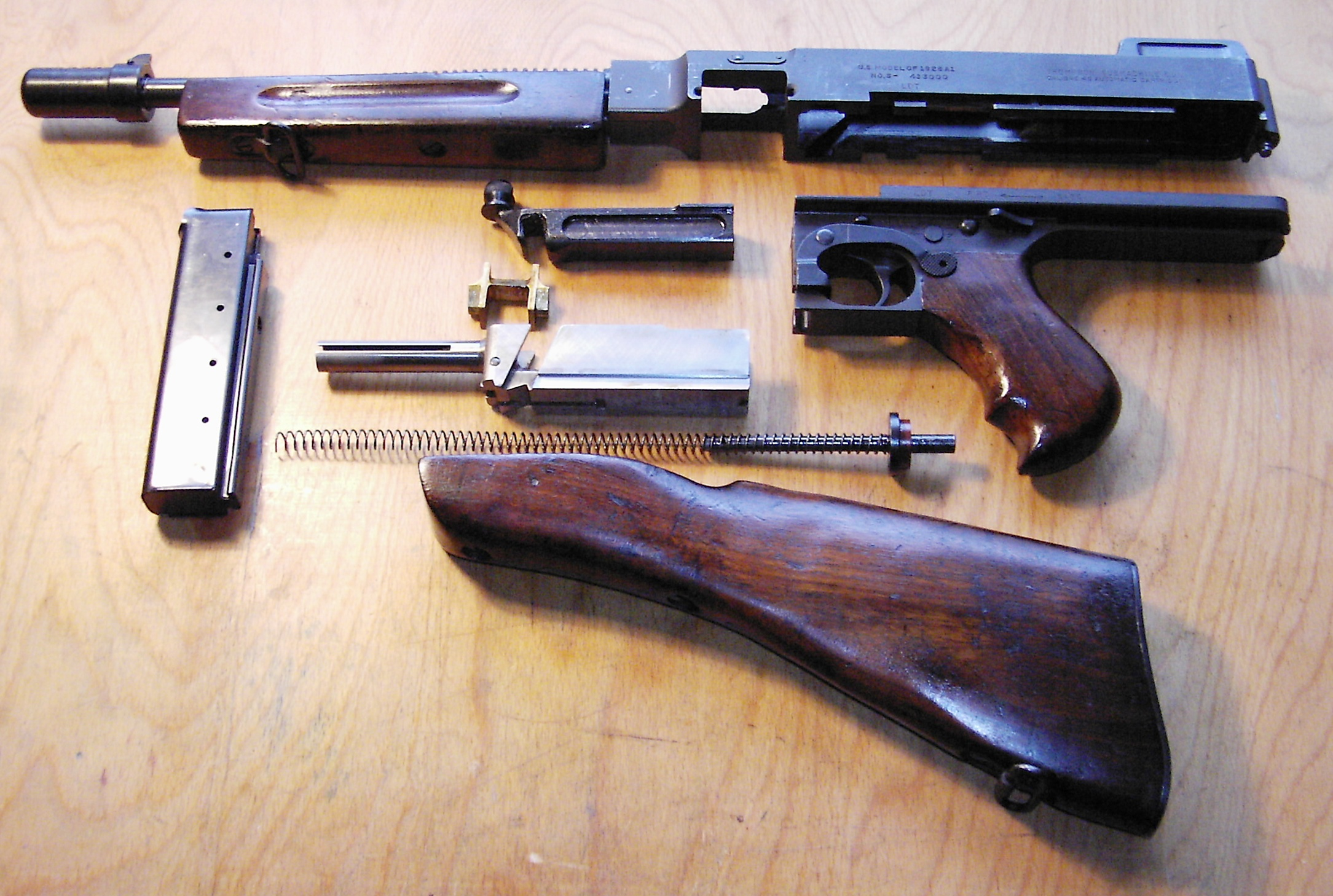
Thompson у розібраному вигляді

Thompson використовує затвор Бліша, створений у 1915 році офіцером американського флоту Дж. Блішем. Цей затвор застосовує для уповільнення відкоту спеціальний вкладиш, тому може вважатися напіввільним. Замикання затвора в момент пострілу виконується бронзовим вкладенням, яке утримує затвор у передньому положенні в початковий момент пострілу (при великому тиску порохових газів у стволі); після падіння тиску в каналі бронзова вкладка підіймається вгору й відбувається самовідкривання затвора. Ударний механізм типу курка розташований у передній частині затвора. Спусковий механізм зібраний у спусковій рамі. Прицільні пристосування включають мушку й комбінований цілик — фіксований з v-подібним прорізом і відкидний угору регульований діоптр. Thompson могли використовуватися з магазинами різного обсягу — коробчастими дворядними на 20 і 30 патронів та барабанними на 50 або 100 патронів.
| Переваги                             | Недоліки                  |
| ------------------------------------ | ------------------------- |
| Висока якість виготовлення           | Велика маса, громіздкість |
| Потужні набої                        | Велика вартість           |
| Велика місткість магазина (дисковий) | Складність виробництва    |

## Застосування
Thompson завдяки своїй надійності широко використовувався як поліцією, так і гангстерами, а також був популярний і на цивільному ринку.

### Томпсон як зброя гангстерів
Thompson несподівано дав про себе знати під час знаменитого Сухого закону — отримавши неофіційну назву «Томмі-ган» (англ. Tommy gun), він став використовуватися американськими гангстерами, які гідно оцінили його. Автомат перетворився з антибандитського — у зброю гангстерських війн, ставши головним їх героєм і зарекомендував себе з найкращого боку. «Томмі-гани» використовувалися під час «Бійні в день Святого Валентина», що прогриміла на всі Штати, яка сталася 14 лютого 1929 року в Чикаго.
В епоху Сухого закону бульварна преса охрестила цю зброю «Диявольською машиною смерті», «Великим помічником у справі процвітання бізнесу», машинкою «Чикаго, що пише». Газети пістрявили нотатками про розбирання в бізнесі бутлегерів:
- 25 вересня 1925 року Френк Мак Ерланд і Джо «Полак» Салтіс розстріляли в Чикаго команду «крутого» О'Доннела.
- 14 лютого 1929 року Джек Мак Герн, Фред Бурці та інші товариші Аль Капоне влаштували розправу над 7 людьми з банди Моран у гаражі Норт-Кларк стріт (Бійня в день Святого Валентина).
- 17 червня 1933 року Чарльз Артур Флойд (Красень) з двома гангстерами за пів хвилини розстріляли чотири машини поліцейських на станції Канзас-Сіті.
- 27 листопада 1934 року два агенти ФБР були застрелені Нельсоном. Наступного дня знайшли тіло самого Нельсона з 17 кулями .45 калібру.

Для того, щоб боротися з гангстерами на рівних, «Томпсонами» озброїлися поліцейські, агенти ФБР, а також поштова служба й Берегова охорона.

### Під час 2-ї світової війни
На початку 1942 року конструктори фірми Auto-ordnance Corp стали модернізувати пістолет-кулемет «Томпсона». Уже весною того ж року армія США озброїлася Thompson М1, що відрізнявся іншою системою роботи автоматики (відбій вільного затвора), а також відсутністю дульного гальма-компенсатора. Рукоятка затвора в цьому варіанті знаходилася не зверху ствольної коробки, а праворуч. Зброя оснащувалася лише магазинами на 20 і 30 патронів. Для спрощення виробництва деякі деталі стали проводитися методом поковки з подальшою обробкою на металорізальних верстатах. Ствол випускався без ребер охолодження, з гладкою зовнішньою поверхнею. Спрощення конструкції зброї дало змогу довести загальне виробництво «Томпсона» до 90 000 шт. на місяць.
У кінці року пістолет-кулемет піддався ще одній модернізації і тоді з'явився варіант М1А1. На відміну від колишнього варіанта, мав жорсткий ударник, а його ударно-спусковий механізм міг вести тільки безперервний вогонь. Прицільне пристосування діоптричного, спрощеного типу було розраховане на стрільбу до 100 ярдів (91,4 метра). Пістолети-кулемети М1 і М1А1, попри свою громіздкість і велику вагу, стали найпоширенішими й найпопулярнішими на всіх фронтах. Thompson завдяки високим службово-експлуатаційним характеристикам став популярним серед рейнджерів, десантників і військової розвідки. Американська воєнна промисловість у результаті значних зусиль і витрат налагодила масове виробництво Thompson. У 1940—1944 роках було виготовлено 1 387 134 пістолетів-кулеметів системи Thompson усіх моделей, з них — 562 511 шт. — М1928А1; 285 480 шт. — М1; 539 143 шт. — М1А1. Причому фірма Auto-Ordnance Corp. випустила 847 991 пістолет-кулемет, а фірма Savage Arms Corp. — 539 143.
130 тисяч пістолетів-кулеметів Томпсона навіть було поставлено СРСР у рамках програми Ленд-лізу, але в СРСР він не зміг обійти за популярністю ППШ-41, до того ж ходили чутки, що він навіть не міг прострелити двоє ватників[що?]. На складах України станом на 2011 рік могло перебувати 10—20 тисяч таких автоматів.

### Після 2-ї світової війни
Під час В'єтнамської війни деякі південнов'єтнамські армійські частини й військова поліція були озброєні «Томмі-ганами». Цю зброю використовували розвідники й диверсійні групи, а також деякі інші армійські частини. Він використовувався американцями під час військових операцій, також поліцією і ФБР. ФБР використовувало Thompson до 1976 року, після цього він був визнаний застарілим і знятий з озброєння, за винятком цивільних варіантів. Але «Томпсон» все ще можна побачити в гарячих точках світу, він також брав активну участь у збройному конфлікті на Балканах.
Невідома кількість пістолетів-кулеметів Thompson отримала бойове застосування в ході російсько-української війни як із боку українських військ, так і з боку проросійських збройних формувань